# Championnat d'Europe de football des moins de 17 ans 2002
Navigation
Euro 2001 Euro 2003
La phase finale de l'édition 2002 du Championnat d'Europe de football des moins de 17 ans se déroule au printemps 2002 au Danemark. Auparavant dénommé Euro des moins de 16 ans, il est renommé Euro des moins de 17 ans à partir de cette édition 2002. Le champion sortant, l'Espagne, remet son titre en jeu face aux autres nations européennes. Seuls les joueurs nés après le 1er janvier 1985 peuvent participer au tournoi.

## Phase finale

### Premier tour

#### Groupe A
| Rang | Équipe     | Pts | J | G | N | P | Bp | Bc | Diff |
| ---- | ---------- | --- | - | - | - | - | -- | -- | ---- |
| 1    | Angleterre | 7   | 3 | 2 | 1 | 0 | 5  | 2  | +3   |
| 2    | Danemark   | 5   | 3 | 1 | 2 | 0 | 10 | 4  | +6   |
| 3    | Pays-Bas   | 4   | 3 | 1 | 1 | 1 | 10 | 7  | +3   |
| 4    | Finlande   | 0   | 3 | 0 | 0 | 3 | 3  | 15 | -12  |

1re journée
| 27 avril 2002 | Danemark                                                | 4 – 4 | Pays-Bas                             | Farum Park, Farum          |                            |
| 14:00 CET     | Rasmussen 38e · Zimling 47e · Kvist 49e · Lorentzen 83e |       | 35e 69e John · 64e Blonk · 76e Elmas | Arbitrage : Damien Ledentu | Arbitrage : Damien Ledentu |
| 14:00 CET     | (Rapport)                                               |       |                                      | Arbitrage : Damien Ledentu | Arbitrage : Damien Ledentu |

| 27 avril 2002 | Finlande         | 2 – 3 | Angleterre                         | Gladsaxe                  |                           |
| 15:00 CET     | Ääritalo 1re 51e |       | 12e Hogg · 41e Smyth · 68e Doherty | Arbitrage : Robert Krajnc | Arbitrage : Robert Krajnc |
| 15:00 CET     | (Rapport)        |       |                                    | Arbitrage : Robert Krajnc | Arbitrage : Robert Krajnc |

2e journée
| 29 avril 2002 | Pays-Bas  | 0 – 2 | Angleterre            | Gladsaxe                  |                           |
| 17:00 CET     |           |       | 32e Rooney · 53e Long | Arbitrage : Gerald Lehner | Arbitrage : Gerald Lehner |
| 17:00 CET     | (Rapport) |       |                       | Arbitrage : Gerald Lehner | Arbitrage : Gerald Lehner |

| 29 avril 2002 | Danemark                                 | 6 – 0 | Finlande | Farum Park, Farum      |                        |
| 17:00 CET     | Kvist 7e · Rasmussen 60e 62e 73e 79e 80e |       |          | Arbitrage : Luc Wilmes | Arbitrage : Luc Wilmes |
| 17:00 CET     | (Rapport)                                |       |          | Arbitrage : Luc Wilmes | Arbitrage : Luc Wilmes |

3e journée
| 1er mai 2002 | Angleterre | 0 – 0 | Danemark | Hvidovre                    |                             |
| 17:00 CET    |            |       |          | Arbitrage : Roberto Rosetti | Arbitrage : Roberto Rosetti |
| 17:00 CET    | (Rapport)  |       |          | Arbitrage : Roberto Rosetti | Arbitrage : Roberto Rosetti |

| 1er mai 2002 | Pays-Bas                                                   | 6 – 1 | Finlande     | Køge                    |                         |
| 17:00 CET    | John 30e 65e 81e · Otten 53e · Elmas 56e · Artz 68e (pen.) |       | 31e Ääritalo | Arbitrage : Zsolt Szabo | Arbitrage : Zsolt Szabo |
| 17:00 CET    | (Rapport)                                                  |       |              | Arbitrage : Zsolt Szabo | Arbitrage : Zsolt Szabo |

#### Groupe B
| Rang | Équipe   | Pts | J | G | N | P | Bp | Bc | Diff |
| ---- | -------- | --- | - | - | - | - | -- | -- | ---- |
| 1    | Suisse   | 9   | 3 | 3 | 0 | 0 | 6  | 2  | +4   |
| 2    | France   | 4   | 3 | 1 | 1 | 1 | 3  | 2  | +1   |
| 3    | Portugal | 3   | 3 | 1 | 0 | 2 | 2  | 4  | -2   |
| 4    | Ukraine  | 1   | 3 | 0 | 1 | 2 | 2  | 5  | -3   |

1re journée
| 28 avril 2002 | Portugal  | 0 – 2 | France                    | Kongens Lyngby             |                            |
| 11:00 CET     |           |       | 36e Khiter · 53e Mandanne | Arbitrage : Jonas Eriksson | Arbitrage : Jonas Eriksson |
| 11:00 CET     | (Rapport) |       |                           | Arbitrage : Jonas Eriksson | Arbitrage : Jonas Eriksson |

| 28 avril 2002 | Suisse                                 | 3 – 1 | Ukraine     | Køge                    |                         |
| 17:00 CET     | Senderos 4e · Milosavac 5e · Dugić 74e |       | 35e Kotenko | Arbitrage : Zsolt Szabo | Arbitrage : Zsolt Szabo |
| 17:00 CET     | (Rapport)                              |       |             | Arbitrage : Zsolt Szabo | Arbitrage : Zsolt Szabo |

2e journée
| 30 avril 2002 | Suisse        | 1 – 0 | Portugal | Herfølge               |                        |
| 11:00 CET     | Milosavac 13e |       |          | Arbitrage : Alan Kelly | Arbitrage : Alan Kelly |
| 11:00 CET     | (Rapport)     |       |          | Arbitrage : Alan Kelly | Arbitrage : Alan Kelly |

| 30 avril 2002 | Ukraine   | 0 – 0 | France | Valby Idrætspark, Copenhague    |                                 |
| 11:00 CET     |           |       |        | Arbitrage : Augustus Constantin | Arbitrage : Augustus Constantin |
| 11:00 CET     | (Rapport) |       |        | Arbitrage : Augustus Constantin | Arbitrage : Augustus Constantin |

3e journée
| 2 mai 2002 | France    | 1 – 2 | Suisse                       | Herfølge                 |                          |
| 11:00 CET  | Bru 67e   |       | 23e (pen.) Burki · 26e Dugić | Arbitrage : Emil Laursen | Arbitrage : Emil Laursen |
| 11:00 CET  | (Rapport) |       |                              | Arbitrage : Emil Laursen | Arbitrage : Emil Laursen |

| 2 mai 2002 | Ukraine           | 1 – 2 | Portugal                  | Valby Idrætspark, Copenhague |                           |
| 11:00 CET  | Aliyev 63e (pen.) |       | 56e Araújo · 83e Ivanildo | Arbitrage : Robert Krajnc    | Arbitrage : Robert Krajnc |
| 11:00 CET  | (Rapport)         |       |                           | Arbitrage : Robert Krajnc    | Arbitrage : Robert Krajnc |

#### Groupe C
| Rang | Équipe         | Pts | J | G | N | P | Bp | Bc | Diff |
| ---- | -------------- | --- | - | - | - | - | -- | -- | ---- |
| 1    | Espagne        | 9   | 3 | 3 | 0 | 0 | 13 | 4  | +9   |
| 2    | RF Yougoslavie | 6   | 3 | 2 | 1 | 0 | 10 | 9  | +1   |
| 3    | Tchéquie       | 3   | 3 | 1 | 0 | 2 | 5  | 9  | -4   |
| 4    | Moldavie       | 0   | 3 | 0 | 0 | 3 | 7  | 13 | -6   |

1re journée
| 27 avril 2002 | Espagne                                     | 4 – 1 | Tchéquie        | Nykøbing F. Idrætspark, Nykøbing Falster |                          |
| 15:00 CET     | Soriano 14e 78e · Soldado 42e · Gavilán 79e |       | 36e Papadopulos | Arbitrage : Emil Laursen                 | Arbitrage : Emil Laursen |
| 15:00 CET     | (Rapport)                                   |       |                 | Arbitrage : Emil Laursen                 | Arbitrage : Emil Laursen |

| 27 avril 2002 | Moldavie                             | 3 – 6 | RF Yougoslavie                                         | Nakskov Idraetspark, Nakskov |                        |
| 15:00 CET     | Pajović 43e (csc) · Calincov 48e 71e |       | 29e 57e Purović · 44e 46e 76e Vukčević · 69e Stančeski | Arbitrage : Alan Kelly       | Arbitrage : Alan Kelly |
| 15:00 CET     | (Rapport)                            |       |                                                        | Arbitrage : Alan Kelly       | Arbitrage : Alan Kelly |

2e journée
| 29 avril 2002 | Espagne                           | 4 – 2 | Moldavie                   | Nykøbing Falster Idrætspark, Nykobing |                           |
| 11:00 CET     | Soriano 15e 48e 52e · Soldado 42e |       | 38e Bulgaru · 44e Calincov | Arbitrage : Robert Krajnc             | Arbitrage : Robert Krajnc |
| 11:00 CET     | (Rapport)                         |       |                            | Arbitrage : Robert Krajnc             | Arbitrage : Robert Krajnc |

| 29 avril 2002 | Tchéquie   | 1 – 3 | RF Yougoslavie                 | Nakskov Idraetspark, Nakskov |                            |
| 11:00 CET     | Varadi 52e |       | 15e Vukčević · 61e 63e Purović | Arbitrage : Damien Ledentu   | Arbitrage : Damien Ledentu |
| 11:00 CET     | (Rapport)  |       |                                | Arbitrage : Damien Ledentu   | Arbitrage : Damien Ledentu |

3e journée
| 1er mai 2002 | Tchéquie                        | 3 – 2 | Moldavie         | Nykøbing Falster Idrætspark, Nykobing |                        |
| 11:00 CET    | Malchárek 5e (50) · Kobylík 82e |       | 26e 82e Calincov | Arbitrage : Luc Wilmes                | Arbitrage : Luc Wilmes |
| 11:00 CET    | (Rapport)                       |       |                  | Arbitrage : Luc Wilmes                | Arbitrage : Luc Wilmes |

| 1er mai 2002 | RF Yougoslavie | 1 – 5 | Espagne                                                   | Nakskov Idraetspark, Nakskov |                           |
| 11:00 CET    | Lečić 82e      |       | 25e 31e Soriano · 30e Gavilán · 44e Corominas · 54e David | Arbitrage : Gerald Lehner    | Arbitrage : Gerald Lehner |
| 11:00 CET    | (Rapport)      |       |                                                           | Arbitrage : Gerald Lehner    | Arbitrage : Gerald Lehner |

#### Groupe D
| Rang | Équipe    | Pts | J | G | N | P | Bp | Bc | Diff |
| ---- | --------- | --- | - | - | - | - | -- | -- | ---- |
| 1    | Allemagne | 7   | 3 | 2 | 1 | 0 | 8  | 3  | +5   |
| 2    | Géorgie   | 5   | 3 | 1 | 2 | 0 | 4  | 3  | +1   |
| 3    | Pologne   | 4   | 3 | 1 | 2 | 1 | 4  | 3  | +1   |
| 4    | Hongrie   | 0   | 3 | 0 | 0 | 3 | 4  | 11 | -7   |

1re journée
| 28 avril 2002 | Allemagne  | 1 – 1 | Géorgie      | Slagelse                        |                                 |
| 11:00 CET     | Thomik 65e |       | 46e Iashvili | Arbitrage : Augustus Constantin | Arbitrage : Augustus Constantin |
| 11:00 CET     | (Rapport)  |       |              | Arbitrage : Augustus Constantin | Arbitrage : Augustus Constantin |

| 28 avril 2002 | Hongrie   | 1 – 3 | Pologne                                           | Roskilde Idraetspark, Roskilde |                             |
| 11:00 CET     | Selei 28e |       | 28e Tarnowski · 60e (pen.) Szczepan · 78e Solecki | Arbitrage : Roberto Rosetti    | Arbitrage : Roberto Rosetti |
| 11:00 CET     | (Rapport) |       |                                                   | Arbitrage : Roberto Rosetti    | Arbitrage : Roberto Rosetti |

2e journée
| 30 avril 2002 | Géorgie      | 1 – 1 | Pologne       | Roskilde Idraetspark, Roskilde |                          |
| 11:00 CET     | Iashvili 52e |       | 77e Kowalczyk | Arbitrage : Emil Laursen       | Arbitrage : Emil Laursen |
| 11:00 CET     | (Rapport)    |       |               | Arbitrage : Emil Laursen       | Arbitrage : Emil Laursen |

| 30 avril 2002 | Allemagne                                                  | 6 – 2 | Hongrie                        | Slagelse                   |                            |
| 17:00 CET     | Westerhoff 38e 41e 54e · Gómez 45e 77e · Schuon 74e (pen.) |       | 62e (pen.) Dancs · 79e Horvath | Arbitrage : Jonas Eriksson | Arbitrage : Jonas Eriksson |
| 17:00 CET     | (Rapport)                                                  |       |                                | Arbitrage : Jonas Eriksson | Arbitrage : Jonas Eriksson |

3e journée
| 2 mai 2002 | Géorgie                 | 2 – 1 | Hongrie    | Roskilde Idraetspark, Roskilde |                        |
| 11:00 CET  | Iashvili 37e 43e (pen.) |       | 19e Disztl | Arbitrage : Alan Kelly         | Arbitrage : Alan Kelly |
| 11:00 CET  | (Rapport)               |       |            | Arbitrage : Alan Kelly         | Arbitrage : Alan Kelly |

| 2 mai 2002 | Pologne   | 0 – 1 | Allemagne    | Næstved                    |                            |
| 11:00 CET  |           |       | 76e Podolski | Arbitrage : Damien Ledentu | Arbitrage : Damien Ledentu |
| 11:00 CET  | (Rapport) |       |              | Arbitrage : Damien Ledentu | Arbitrage : Damien Ledentu |

### Quarts-de-finale
| 4 mai 2002 | Angleterre | 1 – 0 | RF Yougoslavie | Hvidovre                  |                           |
| 14:00 CET  | Rooney 7e  |       |                | Arbitrage : Gerald Lehner | Arbitrage : Gerald Lehner |
| 14:00 CET  | (Rapport)  |       |                | Arbitrage : Gerald Lehner | Arbitrage : Gerald Lehner |

| 4 mai 2002 | Espagne                                         | 2 – 2 a. p.       | Danemark                                           | Lyngby                  |                         |
| 14:00 CET  | Soldado 19e · Gavilán 29e                       |                   | 56e Kvist · 77e Brandrup                           | Arbitrage : Zsolt Szabo | Arbitrage : Zsolt Szabo |
| 14:00 CET  | (Rapport)                                       |                   |                                                    | Arbitrage : Zsolt Szabo | Arbitrage : Zsolt Szabo |
| 14:00 CET  | Gavilán · Martínez · Soriano · Silva · Molinero | Tirs au but 4 - 3 | Rasmussen · Jakobsen · Cagara · Brandrup · Zimling | Arbitrage : Zsolt Szabo | Arbitrage : Zsolt Szabo |

| 5 mai 2002 | Suisse                      | 3 – 0 | Géorgie | Slagelse               |                        |
| 17:00 CET  | Burki 39e 56e · Ziegler 72e |       |         | Arbitrage : Luc Wilmes | Arbitrage : Luc Wilmes |
| 17:00 CET  | (Rapport)                   |       |         | Arbitrage : Luc Wilmes | Arbitrage : Luc Wilmes |

| 5 mai 2002 | Allemagne                           | 1 – 1 a. p.       | France                                       | Næstved                         |                                 |
| 17:00 CET  | Cimen 52e                           |                   | 81e Lejeune                                  | Arbitrage : Augustus Constantin | Arbitrage : Augustus Constantin |
| 17:00 CET  | (Rapport)                           |                   |                                              | Arbitrage : Augustus Constantin | Arbitrage : Augustus Constantin |
| 17:00 CET  | Tekkan · Westerhoff · Rammel · Bork | Tirs au but 2 - 4 | Plessis · Houri · Lejeune · Zubar · Mandanne | Arbitrage : Augustus Constantin | Arbitrage : Augustus Constantin |

### Demi-finales
| 7 mai 2002 | Angleterre | 0 – 3 | Suisse                            | Herfølge                   |                            |
| 17:00 CET  |            |       | 7e 57e Maksimović · 67e Milosavac | Arbitrage : Jonas Eriksson | Arbitrage : Jonas Eriksson |
| 17:00 CET  | (Rapport)  |       |                                   | Arbitrage : Jonas Eriksson | Arbitrage : Jonas Eriksson |

| 7 mai 2002 | Espagne                                     | 1 – 1 a. p.       | France                                      | Valby Idrætspark, Copenhague |                        |
| 17:00 CET  | Plessis 78e (csc)                           |                   | 41e (pen.) Plessis                          | Arbitrage : Alan Kelly       | Arbitrage : Alan Kelly |
| 17:00 CET  | (Rapport)                                   |                   |                                             | Arbitrage : Alan Kelly       | Arbitrage : Alan Kelly |
| 17:00 CET  | Soldado · Silva · Robusté · Merino · Valero | Tirs au but 3 - 4 | Plessis · Houri · Kisamba · Zubar · Rippert | Arbitrage : Alan Kelly       | Arbitrage : Alan Kelly |

### Match pour la3eplace
| 10 mai 2002 | Espagne     | 1 – 4 | Angleterre                         | Gladsaxe                   |                            |
| 11:00 CET   | Gavilán 41e |       | 37e Routledge · 40e 52e 72e Rooney | Arbitrage : Damien Ledentu | Arbitrage : Damien Ledentu |
| 11:00 CET   | (Rapport)   |       |                                    | Arbitrage : Damien Ledentu | Arbitrage : Damien Ledentu |

### Finale
| 10 mai 2002 | France                            | 0 – 0 a. p.       | Suisse                               | Farum Park, Farum           |                             |
| 16:00 CET   |                                   |                   |                                      | Arbitrage : Roberto Rosetti | Arbitrage : Roberto Rosetti |
| 16:00 CET   | (Rapport)                         |                   |                                      | Arbitrage : Roberto Rosetti | Arbitrage : Roberto Rosetti |
| 16:00 CET   | Plessis · Houri · Zubar · Kisamba | Tirs au but 2 - 4 | Barnetta · Burki · Preisig · Ziegler | Arbitrage : Roberto Rosetti | Arbitrage : Roberto Rosetti |

## Résultat
| Championnat d'Europe des - 17 ans 2002 - Vainqueur Suisse 1er titre |